# Свети Атанасий (Герман)
Вижте пояснителната страница за други значения на Свети Атанасий.
„Свети Атанасий“ или „Свети Атанас“ (на гръцки: Αγίου Αθανασίου) е възрожденска българска църква, разположена в преспанското село Герман в Баба планина, Егейска Македония, Гърция.

## Местоположение
Църквата е разположена на западния вход на селото.

## История
Църквата вероятно е изградена в края на XVIII век. Малкото оцелели стенописи на северната и южната стена са изписани с наивистична живопис в 1816 година, когато църквата е обновена при митрополит Калиник Преспански и Охридски.
В 1962 година църквата е обявена за паметник на културата.

## Описание
Представлява малък еднокорабен храм. В храма се съхраняват някои преносими икони от 1604 година и Евангелие от 1740 година, доказателство, че оригиналният храм е бил значително по-стар.
- Икона на Апостол Павел, 1816 година
- Икона на Исус Христос, 1816 година
- Царските двери на църквата, Лерински археологически музей